# Бусел (летательный аппарат)
«Бусел» (с бел. «аист») — белорусский беспилотный летательный аппарат, разработанный физико-техническим институтом НАН Белоруссии.

## История
Разработка и проектирование начались в конце 2000-х годов. В декабре 2011 года белорусские специалисты провели первый полёт для многоцелевого беспилотного летательного аппарата «Бусел». По другой информации, тестировка началась в 2010 году на российском полигоне. Испытания прошли успешно, вскоре[когда?] проект получил одобрение и поступил в серийное производство. В 2013 «Бусел» поступил в продажу.

## Характеристики
Аппарат имеет длину 2,4 м, размах крыльев — 3 м, высоту — 0,4 м. Крейсерская скорость полёта у «Бусела» достигает 80 км/ч. На пределе дрон может развить скорость до 100 км/ч, дальность полёта — 40 км, при этом подняться в высоту на 3000 м.

## Назначение
Дрон может применяться для различных задач, в том числе:
- контроля и определения мест тепловых потерь на теплотрассах, промышленных объектах и в городской инфраструктуре;
- мониторинга территорий вокруг особо важных объектов, контроля правопорядка в местах массовых мероприятий и на дорогах, розыска автомобилей;
- обнаружения возгораний, радиационного контроля, контроля магистральных трубопроводов, оценки развития чрезвычайных ситуаций, поиска потерявшихся людей в труднодоступных местах;
- мониторинга территорий национальных парков, заповедников, водных акваторий, борьбы с браконьерством;
- контроля границы и прилегающих территорий;
- изготовления проектной и изыскательской продукции землеустройства, земельного кадастра и мониторинга земель.

## Эксплуатанты
- Беларусь
  -  Министерство по чрезвычайным ситуациям[2][5]
  -  Вооружённые силы[6]
  -  Министерство внутренних дел[5]
  -  Государственный пограничный комитет[7]
- Ряд стран постсоветского пространства, Латинской Америки, Африки и Азии[8].